# Malleola witteana
Malleola witteana är en orkidéart som först beskrevs av Heinrich Gustav Reichenbach, och fick sitt nu gällande namn av Johannes Jacobus Smith och Schltr.. Malleola witteana ingår i släktet Malleola och familjen orkidéer. Inga underarter finns listade i Catalogue of Life.